# Jimmy Neutron: Wonderkind
Jimmy Neutron: Wonderkind (originele Engelstalige titel: Jimmy Neutron: Boy Genius) is een Amerikaanse jeugdfilm van Nickelodeon Movies. De film kwam oorspronkelijk uit in 2001 in de Verenigde Staten.
De film kreeg later een spin-off in de vorm van de serie De Avonturen van Jimmy Neutron: Wonderkind.

## Verhaal
De film gaat over een jongen genaamd Jimmy Neutron, die in de fictieve stad Retroville (Nederlandse naam: Retrostad) woont. Als Jimmy met zijn vrienden naar het Retroland Pretpark wil gaan, wordt hem dit door zijn ouders verboden. Jimmy gaat desondanks naar het park en wenst daar dat zijn ouders zullen verdwijnen. Dit gebeurt, net als met alle andere ouders uit Retroville, nadat ze ontvoerd zijn door aliens genaamd Yokians. Jimmy, robothond Goddard en zijn vrienden gebruiken een aantal van Jimmy's uitvindingen en gaan in zelfgemaakte ruimtevaartuigen achter hun ontvoerde ouders aan en redden hen.

## Cast
| Personage                             | Engelse stem     | Nederlandse stem                    |
| ------------------------------------- | ---------------- | ----------------------------------- |
| Jimmy Neutron                         | Debi Derryberry  | Lies Visschedijk                    |
| Ooblar                                | Martin Short     | Beau van Erven Dorens               |
| Carl Wheezer / Cas Wezel              | Rob Paulsen      | Roben Mitchell van den Dungen Bille |
| Carls moeder, Carls vader, kinderen   | Rob Paulsen      |                                     |
| Sheen Estevez / Rien Estevez          | Jeffrey Garcia   | Seb van den Berg                    |
| Cindy Vortex                          | Carolyn Lawrence | Maike Meijer                        |
| Libby Folfax / Debbie Folfax          | Crystal Scales   | Hetty Heyting                       |
| King Goobot / Koning Goobot           | Patrick Stewart  | Jeroen Phaff                        |
| nieuwslezeres                         | Mary Hart        |                                     |
| Hugh Beaumont Neutron / Luuk Neutron  |                  | Sjaak Hartog                        |
| Judy Neutron / Judith Neutron         | Megan Cavanagh   | Julika Marijn                       |
| VOX                                   | Megan Cavanagh   |                                     |
| Miss Fowl / Juf Vogel                 | Andrea Martin    | Paula Majoor                        |
| Nick Dean / Rick Dean                 | Candi Milo       | Daan Schuurmans                     |
| Ultra Lord, Mission Control, generaal | Jim Cummings     |                                     |
| Yokian-bewaker, Gus                   | David L. Lander  |                                     |
| gastvrouw                             | Laraine Newman   |                                     |
| Goddard, Orthgot, Worm, Demon         | Frank Welker     |                                     |
| Overige stemmen                       |                  | Jan Nonhof                          |